# Lac Sylvère
Lac Sylvère är en sjö i Kanada.   Den ligger i regionen Lanaudière och provinsen Québec, i den sydöstra delen av landet, 160 km nordost om huvudstaden Ottawa. Lac Sylvère ligger 380 meter över havet. Arean är 1,9 kvadratkilometer. Den sträcker sig 2,7 kilometer i nord-sydlig riktning, och 1,3 kilometer i öst-västlig riktning.
I omgivningarna runt Lac Sylvère växer i huvudsak blandskog. Runt Lac Sylvère är det mycket glesbefolkat, med 5 invånare per kvadratkilometer.